# Peter Wagner (Politiker, 1946)
Peter Wagner (* 5. September 1946 in Berlin; † 25. Januar 2009) war ein deutscher Arzt und Politiker (DDR-CDU, ab 1990 CDU).

## Leben und Beruf
Nach dem Abitur studierte Wagner von 1965 bis 1971 Medizin an der Humboldt-Universität zu Berlin. Er absolvierte von 1971 bis 1976 eine Facharztausbildung für Kinderheilkunde an der Kinderklinik in Potsdam, promovierte zum Dr. med. und arbeitete von 1976 bis 1983 als Kinderarzt in einem Ambulatorium in Beelitz. Von 1983 bis 1987 war er als stellvertretender Kreisarzt im Kreis Potsdam und von 1987 bis 1989 als Chefarzt und Ärztlicher Direktor an der Kreispoliklinik in Teltow tätig. 1989/90 fungierte er als Ressortleiter für Arbeit, Gesundheit und Soziales der Bezirksverwaltungsbehörde im Bezirk Potsdam. Seit 1990 war er als frei niedergelassener Kinderarzt in Kleinmachnow tätig. Bis 2009 betrieb er eine Arztpraxis in Stahnsdorf.
Peter Wagner war verheiratet und hinterlässt vier Kinder.

## Politik
Wagner trat 1980 in die Ost-CDU ein und wurde 1985 in den Vorstand des CDU-Kreisverbandes Potsdam gewählt. Nach der politischen Wende in der DDR war er von 1990 bis 1993 Kreistagsmitglied des Landkreises Potsdam. Er wurde 1990 zum stellvertretenden Vorsitzenden des CDU-Landesverbandes Brandenburg gewählt und übernahm von September bis November 1991 den kommissarischen Landesvorsitz. 1990 zog er in den Brandenburgischen Landtag ein. Hier war er von 1990 bis 1994 Vorsitzender des Ausschusses für Arbeit, Gesundheit, Soziales und Frauen. In der ersten Wahlperiode vertrat er im Parlament den Wahlkreis Potsdam-Land II.
Wagner wurde im März 1994 zum Spitzenkandidaten für die Landtagswahl am 11. September 1994 nominiert. Bei den Wahlen sackte die CDU jedoch auf 18,7 % der Stimmen ab und erzielte damit exakt den gleichen Stimmenanteil wie die PDS. Demgegenüber erzielte die SPD mit ihrem Spitzenkandidaten Manfred Stolpe 54,1 % der Stimmen und somit die absolute Mehrheit.
Wagner war von 1994 bis 1997 Vorsitzender der CDU-Landtagsfraktion. Nach dem Rücktritt von Carola Hartfelder im Juni 1996 übernahm er zunächst kommissarisch den Landesvorsitz, bis er im Januar 1997 auf dem Landesparteitag in Fürstenwalde mit 152 der 244 Delegiertenstimmen endgültig zum Landesvorsitzenden der CDU Brandenburg gewählt wurde. Im Oktober 1998 gab er seinen Verzicht vom Landesvorsitz bekannt, den Jörg Schönbohm schließlich im Januar 1999 übernahm. Wagner blieb noch bis 2004 Landtagsabgeordneter, von 1994 bis 1999 als Abgeordneter des Wahlkreises Teltow-Fläming II und von 1999 bis 2004 als Abgeordneter des Wahlkreises Teltow-Fläming III. Bis zuletzt war er Vorsitzender der Bildungswerkes der Jakob-Kaiser-Stiftung.